# Anemone quinquefolia
Anemone quinquefolia is een vroeg in het voorjaar bloeiende plant. De soort komt van nature voor in Noord-Amerika. De Engelse naam daar is Wood Anemone, wat letterlijk vertaald kan worden als bosanemoon. Het is echter een andere soort dan de van de van nature in Europa voorkomende bosanemoon (Anemone nemorosa).
Het is een meerjarige, kruidachtige plant, die vroeg in het voorjaar tot 10-30 cm hoogte groeit. Ze sterft tegen de zomer af tot de wortelstok. De wortelstokken, die zich vlak onder de aardoppervlak uitgroeien, dragen bij aan de snelle verspreiding in bosgebieden, waar het als een tapijt grote oppervlakten kan beslaan. De bloem heeft een diameter van 1-2,5 cm, met vijf, soms vier, soms zes tot negen kroonbladachtige segmenten, die eigenlijk kelkbladen zijn. De bloemen zijn wit, vaak met een roze zweem.
... · A. altaica · A. apennina (Blauwe anemoon) · A. blanda (Oosterse anemoon) · A. canadensis · A. coronaria · A. hupehensis · A. narcissiflora · A. nemorosa (Bosanemoon) · A. quinquefolia · A. ranunculoides (Gele anemoon) · A. sylvestris · A. trifolia · ...